# Nick Wenzelburger
Nick Wenzelburger (Stoccarda, 6 ottobre 1999) è un giocatore di football americano tedesco, che gioca come safety per gli Stuttgart Surge.
Dopo aver giocato dal 2011 al 2020 per gli Stuttgart Scorpions e nel 2019 si trasferisce in ELF con gli Stuttgart Surge.